# Часовня Георгия Победоносца из деревни Кангозеро
Часо́вня Гео́ргия Победоно́сца — деревянная часовня XVII века клетского типа со звонницей из покинутой деревни Кангозеро, памятник архитектуры, объект культурного наследия России федерального значения. Одна из старейших часовен карел-ливвиков Сямозерья, в которой применено своеобразное решение звонницы и сохранился ряд архаичных деталей.
Перевезена в 1989 году в село Вешкелицу Суоярвского района Республики Карелия.

## Описание
Часовня расположена на склоне высокого холма в южной части села Вешкелицы. Хорошо просматривается из разных частей села, а также с региональной дороги 86К-10, являясь, таким образом, выразительным композиционным акцентом в объёмно-планировочной структуре села.
Объём часовни протяжён с востока на запад и формируется из молельни (в восточной части) и звонницы (в западной части). Размеры в плане — 4,7 × 8,8 м.
Нижний ярус звонницы срублен «в охряпку», выполняет функцию сеней или галереи. С севера и запада ограничен узкими простенками и резными столбами. Между оголовками столбов прикреплены подзоры. Подзоры сеней и причелины восточного и западного фасадов имеют фигурную порезку в виде полуокружностей и парных треугольных зубьев.
Южная часть сеней открытая, к ней примыкает крыльцо. Объём крыльца придаёт плану часовни Г-образную форму. Навес крыльца является продолжением южного ската кровли. Ступени крыльца врублены в выпуски нижних продольных брёвен сеней.
Над сенями поставлен четверик звонницы с четырёхгранным шатром и крестом. Стены звонницы рублены «в лапу» из окантованных брёвен. Крыша шатра выполнена на стропилах, а его осевой столб врублен в балку перекрытия звонницы. Тёсовое окрытие шатра оканчивается полицами. Верх шатра декорирован досками со ступенчато обрезанными краями («городком»). В верхних венцах сруба звонницы прорезаны широкие окна, по одному на каждой из четырёх стен. Каждое окно разделено резным столбиком — импостом. Контур резьбы импостов повторяет резьбу столбов галереи и представляет собой сочетание усечённых пирамид с общим основанием и низких параллелепипедов. Окна украшены лучковыми арками из тёса.
Молельня имеет чётко выраженные повалы. Стены молельни рублены «в обло» из круглых брёвен, отёсанных изнутри без скругления в углах. Двускатная крыша устроена на самцах с частоврубленными слегами, окрыта двумя слоями прямообрезанного дороженного тёса, увенчана восьмиконечным крестом. Имеются три окна: два в южной стене, одно — в северной. Оконные коробки устроены на основе трёх косяков с подоконными досками и прямоугольным сопряжением. Одно из окон южной стены сохранило архаичное устройство — оно волоковое. Также древней строительной конструкцией считается трёхкосящатая дверная коробка с заплечиками.

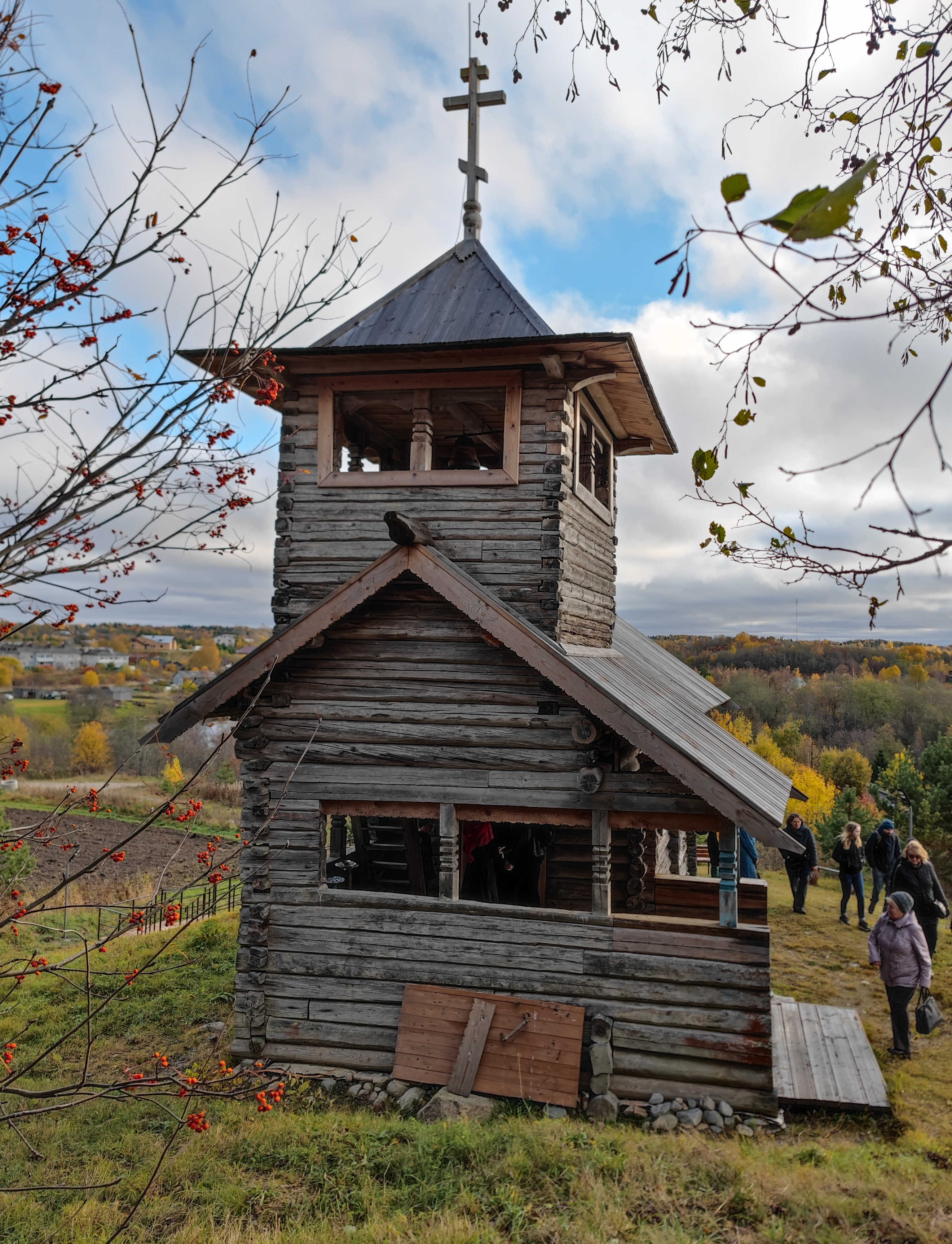
Западный фасад
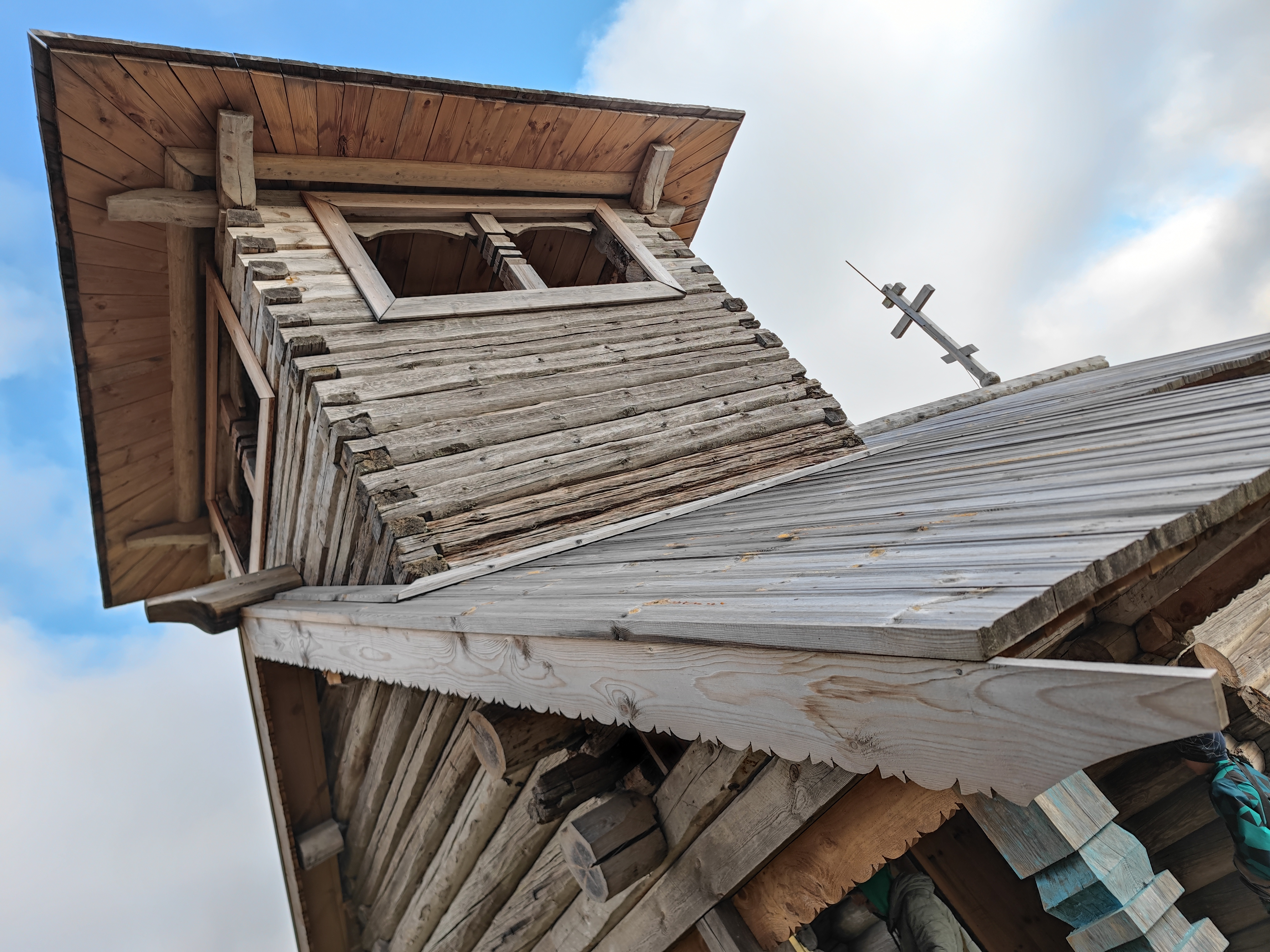
Причелины галереи и ярус звона
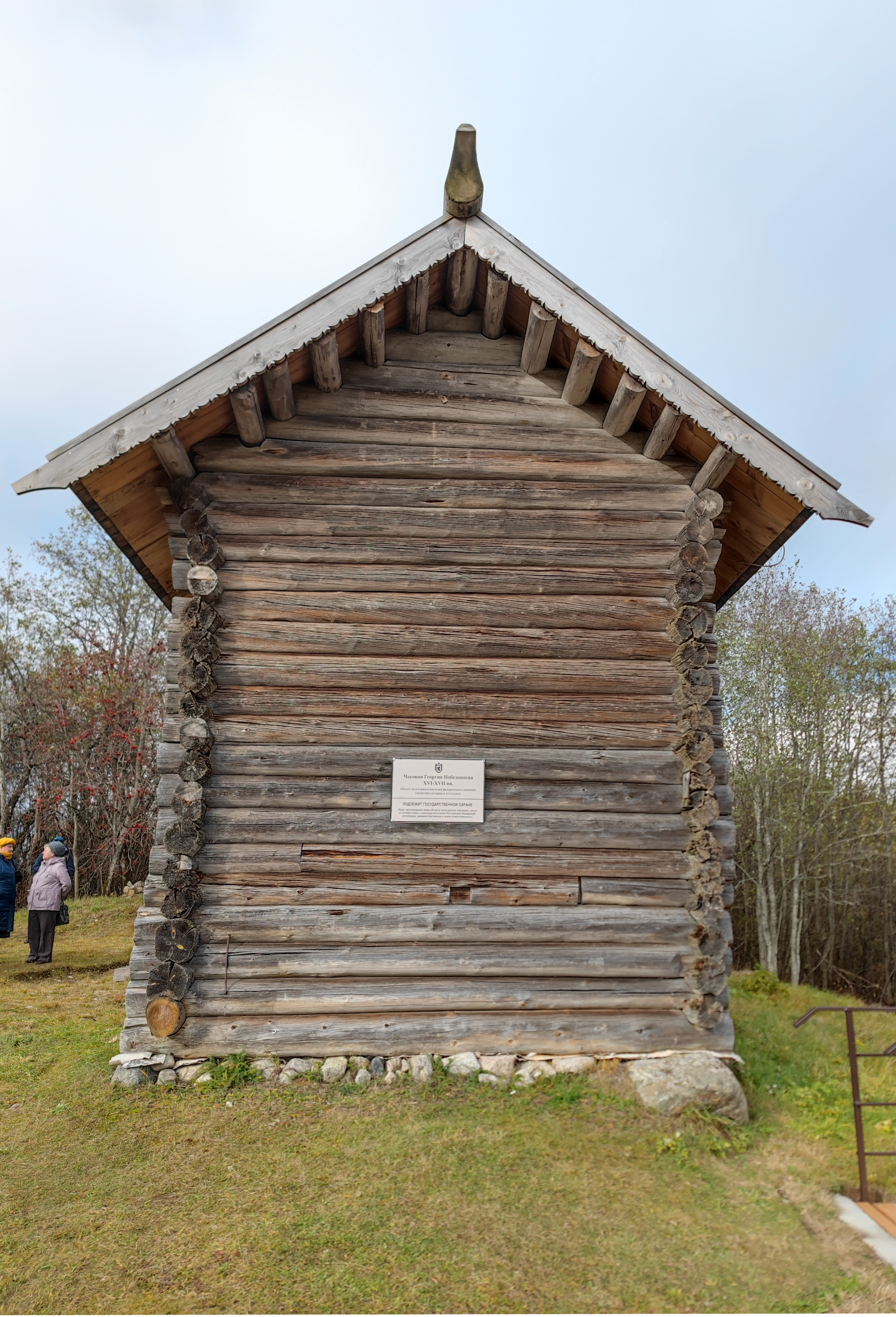
Восточный фасад
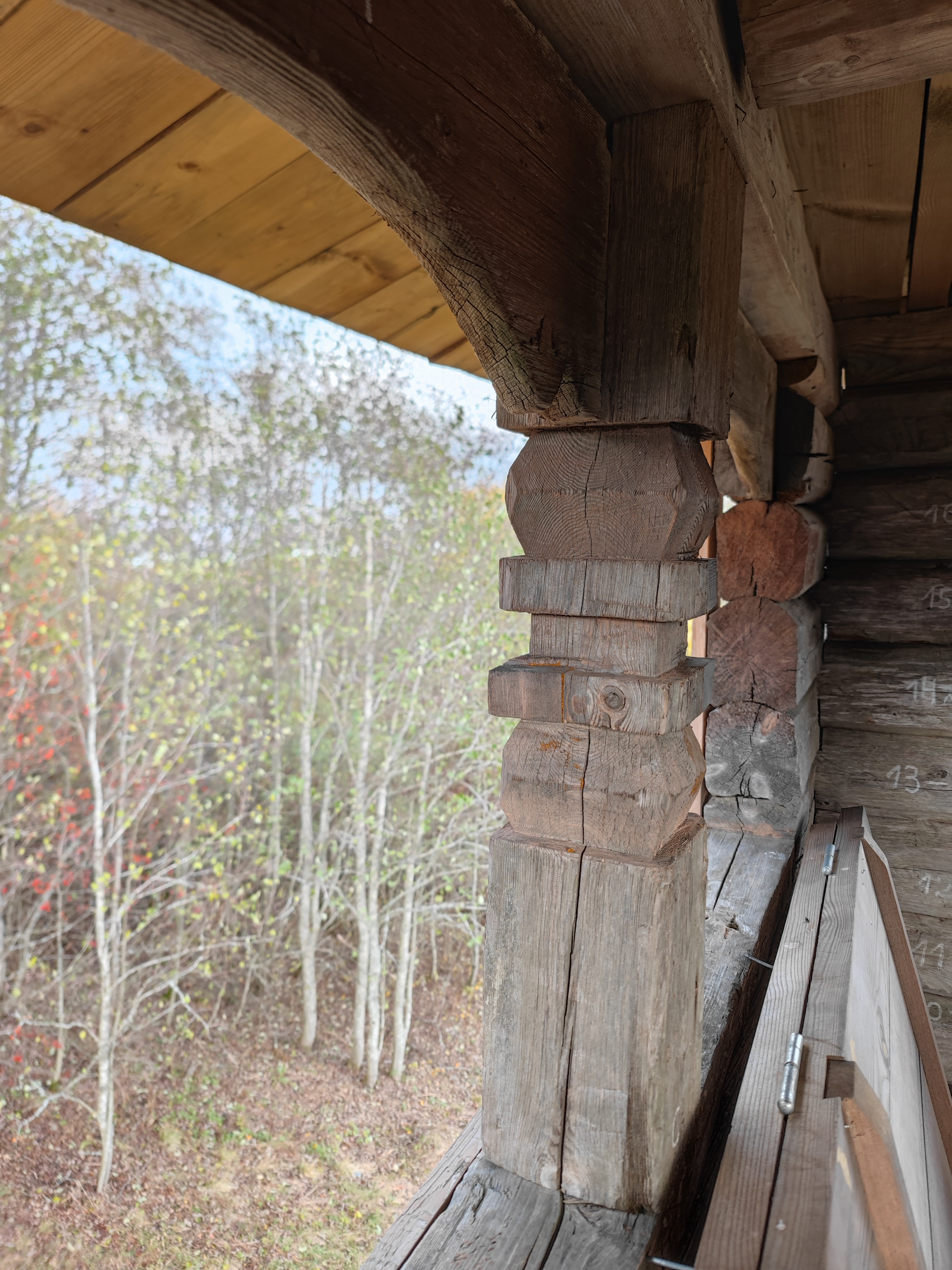
Импост в звоннице
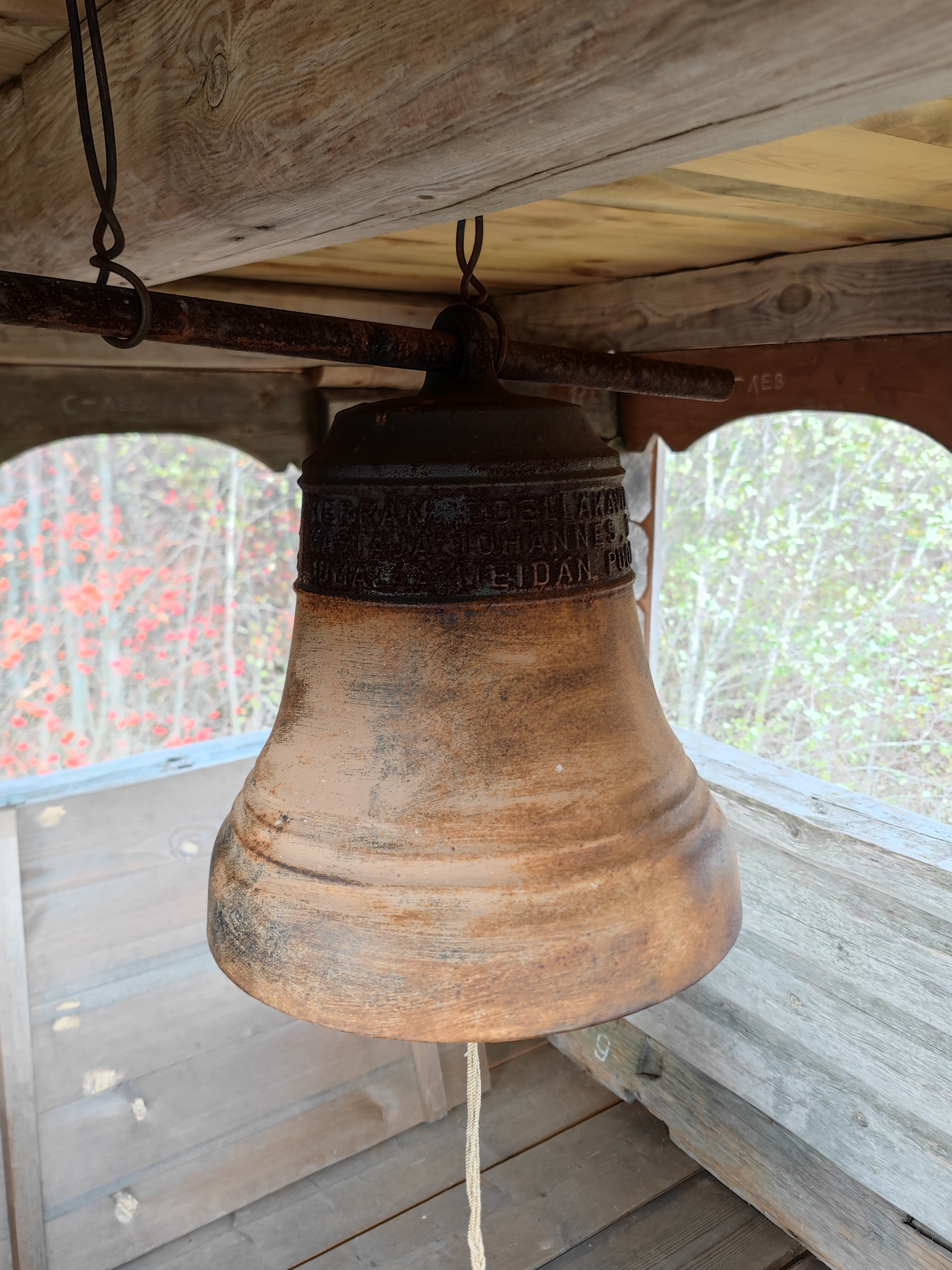
Колокол
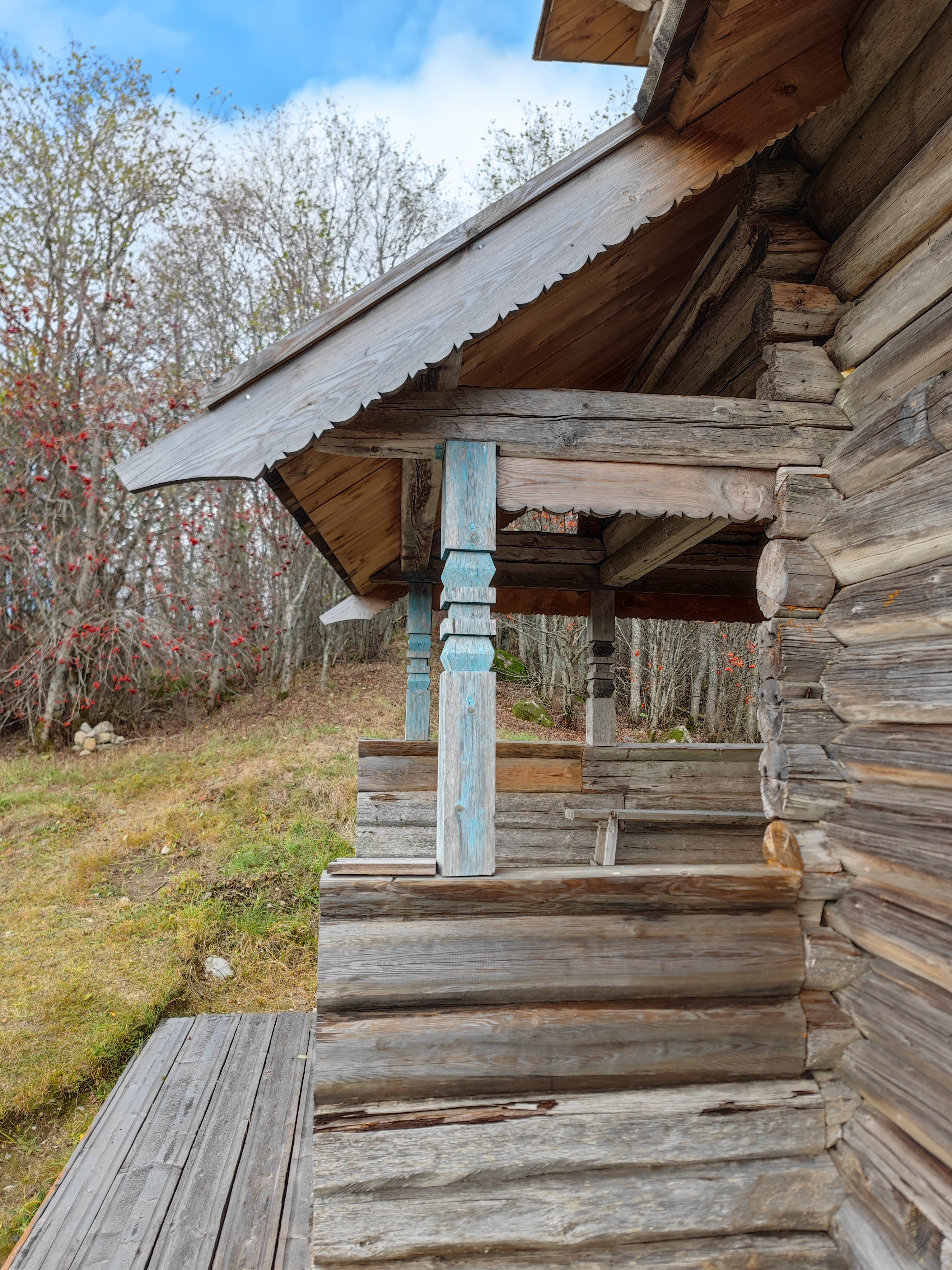
Крыльцо
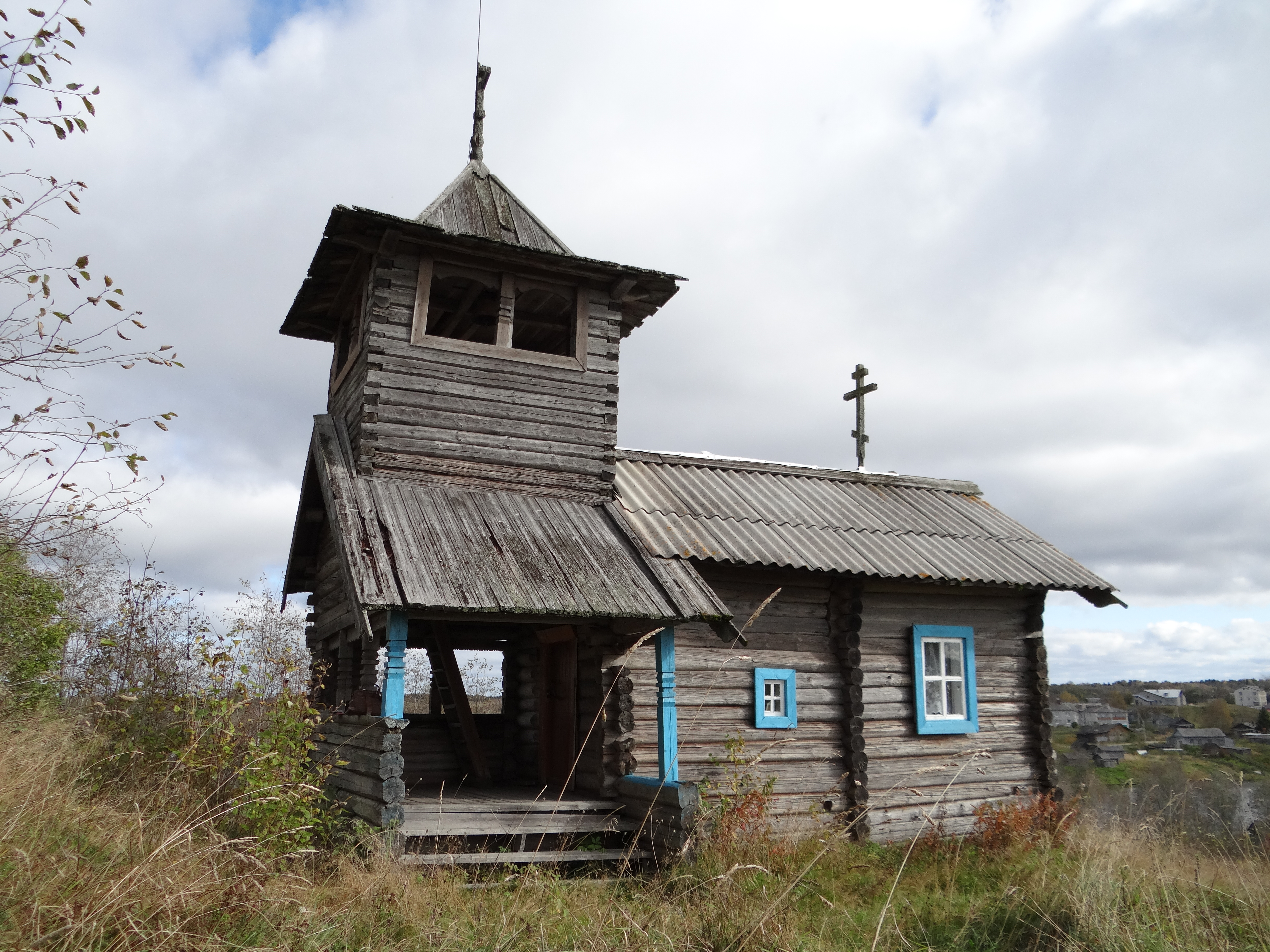
Южный фасад (2012 г., временная шиферная кровля)
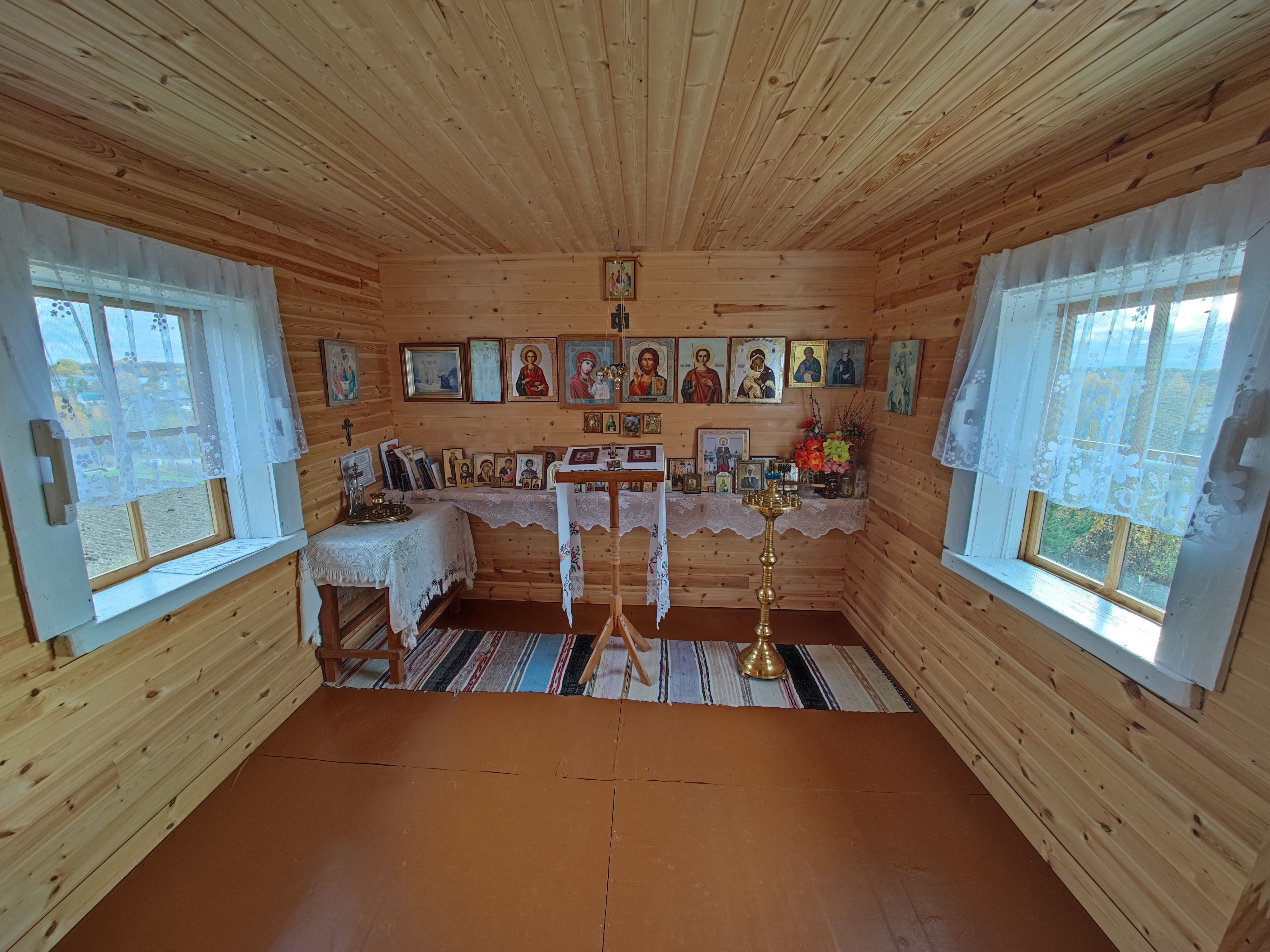
Интерьер

## История

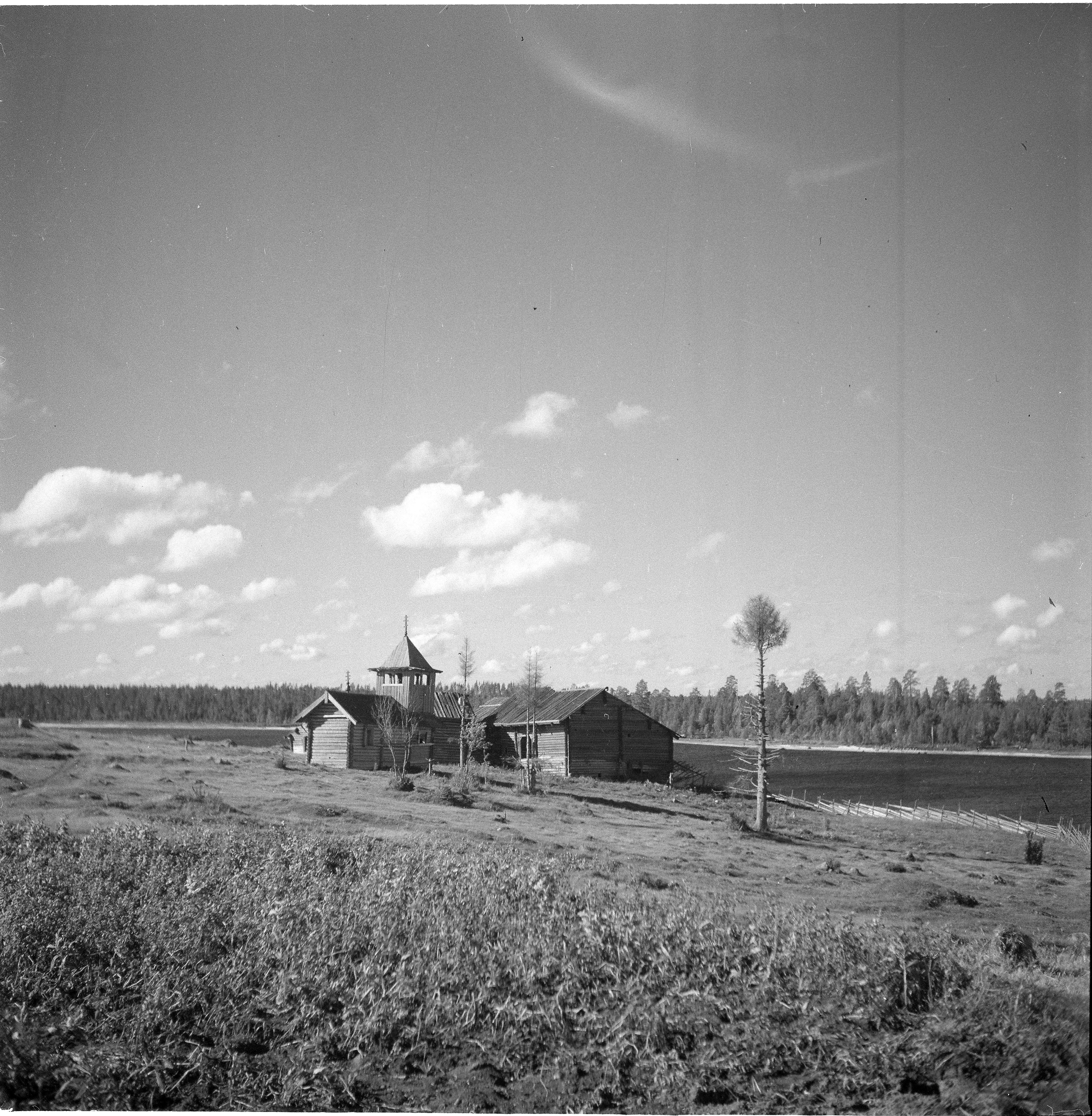
Часовня в 1941 году на берегу Кангозера

В соответствии с анализом архитектурно-конструктивных приёмов и деталей первоначальный сруб часовни можно датировать не позже чем концом XVII века. Орфинский предполагает временем постройки конец XVI — начало XVII века.
До 1988 года часовня располагалась на пологом склоне южного берега озера Кангозера в одноимённой деревне (в 25 км к северу от Вешкелицы); в отличие от многих других часовен Сямозерья она не была кладбищенской, а выполняла функции религиозного и общественного центра когда-то населённой деревни.
Часовня строилась в разное время. В строительной истории часовни прослеживаются три периода.
Первоначальная постройка XVII века представляла собой равноширокую клеть, рубленную «в обло», состоящую из двух помещений: притвора и молельни. Считается, что сруб молельни был выше сруба притвора и имел повал, а притвор был бесповальный. Единственным окном было окно в молельне.
При первой реконструкции в конце XVIII века к часовне с запада была пристроена открытая галерея с крыльцом, а вся постройка стала равновысокой. Для этого под сруб снизу были подведены три венца, два из которых выдавались на запад за пределы первоначальной постройки и послужили основанием галереи. Также был надстроен притвор до высоты молитвенной комнаты, повторяя повал последней, — именно такая особенность позволяет датировать это изменение концом XVIII века (в более позднее время строители часовен повал больше не воспроизводили). Верхние брёвна притвора также обрамляли галерею, столбами которой подпирались концы этих брёвен. Все части часовни были объединены общей двускатной крышей.
При второй реконструкции во второй половине XIX века периметр галереи был усилен простенками из брёвен, и на неё поставили четверик колокольни с закрытой (срубной) площадкой звона, крытой низким шатровым колпаком с крестом. При реконструкции этого периода применялась техника рубки «в лапу» на колокольне и рубки «в охряпку» в нижней части пристройки. В конце XIX века часовня претерпела также интерьерные изменения. Стена между молельней и притвором была выпилена. Растёсан проём существовавшего волокового окна в южной стене молельни, прорублено два новых окна: в северной стене молельни и южной стене бывшего притвора. Сруб звонницы был обшит досками. Для отделки молитвенного помещения изнутри были использованы обои.
В 1974 году часовня была включена в список памятников культуры, подлежащих охране как памятники государственного значения. К 1985 году деревня Кангозеро опустела, и все её постройки, кроме часовни и двух полуразрушенных домов, исчезли. К этому времени в часовне были утрачены перекрытия, тёсовые кровли, ступени крыльца, навес над крыльцом, крест над молельней. В 1988 году часовня была полностью разобрана и перевезена в Вешкелицу. Были выполнены реставрационные работы по проекту архитектора Г. А. Кутьковой. В ходе реставрационных работ была произведена частичная замена нижних и верхних брёвен сруба, восстановлена кровля и завершения, воссоздано крыльцо.
В 2009 году было проведено обследование, показавшее необходимость ремонтно-реставрационных работ в часовне. Хотя общее состояние сочли удовлетворительным, были обнаружены гниль и утраты на несущих и ограждающих конструкциях, многочисленные протечки кровли, повреждения крыльца и нижних венцов сруба.
В ходе ремонтно-реставрационных работ, выполненных в 2021—2022 годах ивановским ООО «Лидер-строй С», были переложены конструкции звонницы, восстановлена тёсовая кровля взамен временной шиферной, вычинен каменный фундамент часовни с заменой нижних венцов.